# Eunidia mucorea
Eunidia mucorea är en skalbaggsart som beskrevs av Charles Joseph Gahan 1898. Eunidia mucorea ingår i släktet Eunidia och familjen långhorningar.
Artens utbredningsområde är Kenya. Inga underarter finns listade i Catalogue of Life.